# Средња школа „Иво Андрић“ Вишеград
Средња школа „Иво Андрић” Вишеград је једна од средњих школа у Вишеграду. Налази се у улици Краља Петра I 16. Име је добила по Иво Андрићу, српском и југословенском књижевнику, доктору наука и дипломати Краљевине Југославије, који је посетио школу 1953, 1963. и 1972. године.

## Историјат

### 1940—1980.
Гимназије, основане 1948. године, и Школе ученика у привреди, изграђене 1947, су се удружиле и постале Средњошколски центар 1976. Завршиле су је десетине хиљада ученика, гимназијалци, занатлије и техничари свих профила. Деценијама су вишеградске средње школе похађали ученици из Руда, Прибоја, Мокре горе, Кремана, Биоске, Заовина и Рогатице. Пред почетак Другог светског рата је била отворена грађанска школа у згради гимназије, радила је две године, а у току рата је школска зграда потпуно разорена. Три године по завршетку Другог светског рата, 1948. године, Народни одбор среза Вишеград је обновио зграду бивше грађанске школе и тада је први пут у Вишеграду отворена Нижа гимназија. Радили су у врло тешким условима, није било књига, учила, намештаја, наставног кадра.
Први нижи течајни испит је обављен 1951. године, школске 1954—55. је отворен први пут пети разред гимназије и тиме је нижа гимназија претворена у непотпуну вишу, а школске 1956—57. је отворен седми разред гимназије, тако је постала потпуна. Школска 1957—58. је гимназија, по први пут, имала генерацију осмог разреда, која је завршила виши течајни испит. Школа је бројала 1948—1958. године 4185 редовних и 479 приватних ученика, радило је 49 наставника. Зграда постаје претесна, истовремено је користе ученици Школе у привреди и Радничка гимназија. У међувремену је изашао нови закон о школству и од тада су одвојене Осмогодишња школа, Гимназија и Школа ученика у привреди. Годину дана пре оснивања Гимназије, 1947. је основана Стручна школа ученика у индустрији и занатству, решењем Среског народног одбора Вишеграда. Настава се изводила у виду течаја, практичан део је обављан у привредним предузећима. Садржала је 62 ученика који су се оспособљавали за занимање бравар, столар, ковач, кројач, берберин, обућар, стругар, абаџија, сајџија, лончар, механичар и трговачки помоћник.

### 1980—данас
Школа ученика у привреди се касније преселила на Бикавац, а затим у Душчу где су оспособљавали ученике за потребе привреде, браваре, столаре, механичаре, хемичаре и трговце. До пресељења у нову зграду, где се и данас налази, гимназија је радила у старој првобитној згради, у непосредној близини моста. Две вишеградске средње школе су интегрисане 1. марта 1976. када је основан Средњошколски центар „Хамид Беширевић”. Године 1980. почиње и реформа средњег усмереног образовања, престаје са радом гимназија. Центар је 1980—1981. похађало 1443 ученика, што је и највећи број ученика који су били распоређени у 43 одељења и настава се изводила у три смене. Године 1992. настава почиње у другој половини октобра, изводи је мали број професора, а броји 201 ученика, што је и најмањи број у једној школској години од оснивања школе. Исте године је школа преименована у Средња школа „Иво Андрић”. Сваке године се повећавао број ученика и одељења, заједно са бројем расељеног и избеглог становништва. Рад гимназије је обновљен 1993—94. и одобрењем Министарства просвете се уписују по два одељења ученика сваке школске године.
Потписивањем Дејтонског споразума се повећао број нових пресељења и број ученика. Због великог прилива расељеног становништва, Општина доноси одлуку да се зграда школе претвори у прихватни центар тако да је само неколико учионица било остављено за похађање наставе. У овом периоду је школа у већој мери уништена, намештај и учила разнесена, а након неколико година је поново добила свој простор и функцију. Данас средња школа има 532 ученика, стручан наставни кадар, кабинете и учионице комплетно опремљене са модернизованим училима и техником, школску кухињу и ресторан и библиотеку са читаоницом. Међу бившим ученицима школе су Горан Петровић, Драгана Симић, Силвана Мирвић, Драгољуб Видачић и други. Школу је 1953, 1963. и 1972. године посетио Иво Андрић у чију је част основана школска секција и културна манифестација „Вишеградска стаза”.

## Догађаји
Догађаји средње школе „Иво Андрић”:
- Савиндан[4]
- Дан школе[5]
- Дан Републике Српске[6]
- Дан српског јединства, слободе и националне заставе[7]
- Међународни дан средњошколаца[8]
- Међународни дан борбе против туберкулозе[9]
- Дечија недеља[10]
- Пројекат „Очување слива реке Дрине”[11]